# Yliniitynjärvet
Yliniitynjärvet är varandra näraliggande sjöar i Gällivare kommun i Lappland som ingår i Kalixälvens huvudavrinningsområde.
- Yliniitynjärvet (Gällivare socken, Lappland, 746434-172662), sjö i Gällivare kommun, 67°11′20″N 21°02′45″Ö / 67.1888°N 21.0459°Ö
- Yliniitynjärvet (Gällivare socken, Lappland, 746449-172710), sjö i Gällivare kommun, 67°11′23″N 21°03′26″Ö / 67.1898°N 21.0572°Ö